# Heiner und Hanni

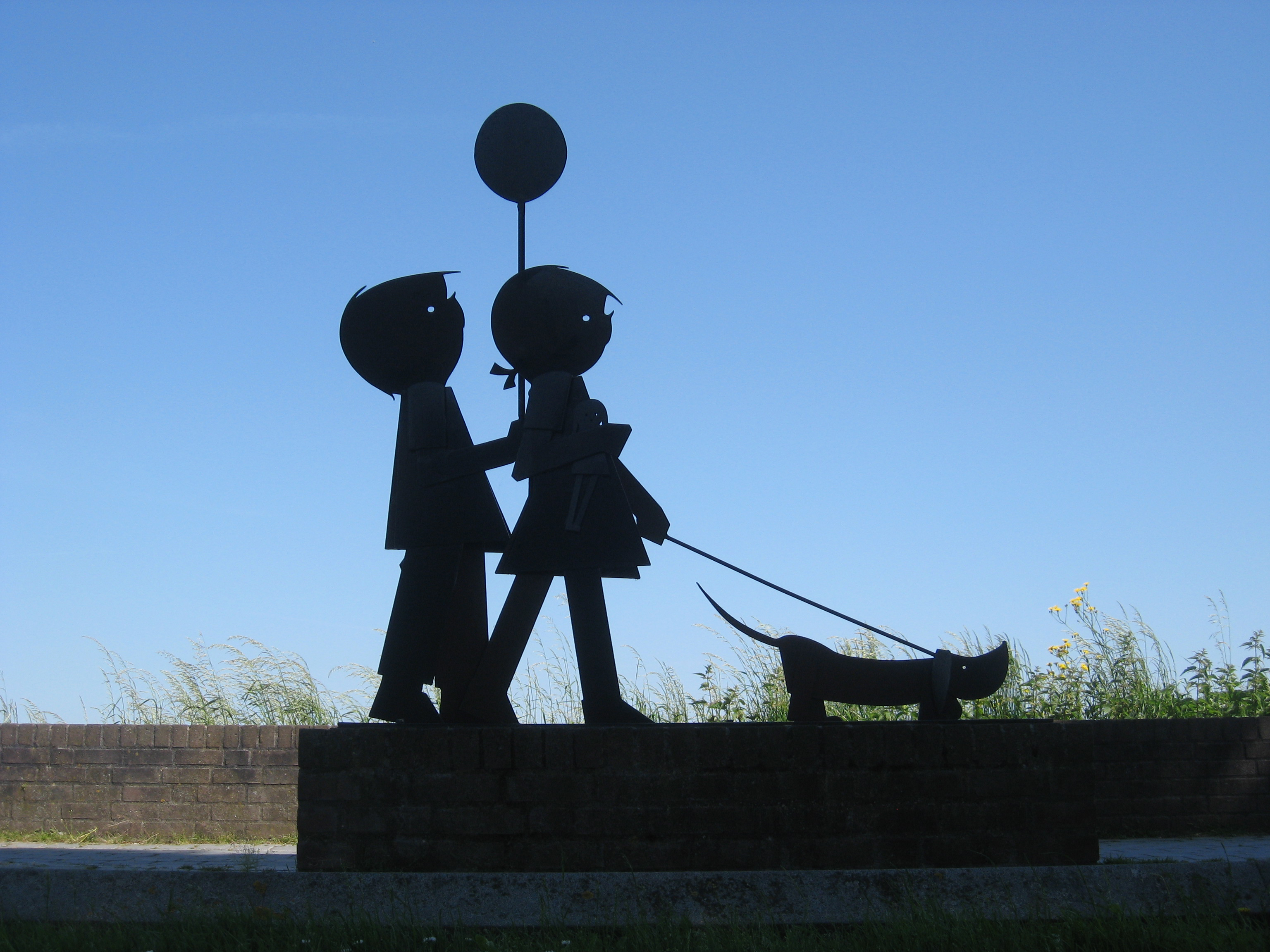
Jip-en-Janneke-Standbild an der Waalkade in Zaltbommel

Heiner und Hanni oder Julia und Alexander (niederländisch: Jip en Janneke) sind die zwei Hauptfiguren aus den gleichnamigen Kinderbüchern der niederländischen Schriftstellerin Annie M. G. Schmidt. Diese Bücher zählen zu den erfolgreichsten und beliebtesten Kinderbüchern in den Niederlanden und sind in verschiedene Sprachen (darunter auch Deutsch) übersetzt worden.

## Inhalt
Heiner und Hanni sind zwei Kinder im Vorschulalter. Sie sind Nachbarskinder und spielen häufig bei- und miteinander. Sie haben nette Eltern, die ihnen viel erlauben, aber auch manchmal etwas verbieten müssen. Sonstige Nebenfiguren sind die Katze, der Hund, Jannekes Puppe und Jips Bär. In mehreren Hunderten Kurzgeschichten – oft nicht länger als eine oder zwei Seiten – wird erzählt, wie sie in der gemütlichen, vertrauten Hausumgebung spielen, wie sie die Welt der Erwachsenen entdecken und manchmal wie sie etwas machen, was ihre Eltern ihnen verbieten. Obwohl es zwischen den beiden Kindern eine bestimmte Trennung in Geschlechtsrollen gibt – Heiner ist etwas unartiger und wagt mehr, Hanni ist sozialer und spielt gerne mit Puppen – sind ihre Charaktere ziemlich einig. Manchmal streiten sie sich, worauf sie sich aber bald wieder vertragen.

## Entstehung
Schmidt hatte seit kurz nach dem Kriegsende für die Amsterdamer Zeitung Het Parool Gedichte für Kinder geschrieben. Als die Inspiration für diese Gedichte nachließ, begann sie etwas Neues: kurze Prosageschichten über zwei kleine Kinder. Während die Kindergedichte oft von Märchenfiguren handelten, kam die Inspiration für die Jip-en-Janneke-Geschichten aus dem Alltag: Schmidt basierte sie auf die tatsächlichen Erlebnisse ihres Sohnes Flip und dessen Nachbarmädchen. Später erzählte sie, dass sie diese Geschichten sehr leicht schrieb: Sie konnte sie innerhalb weniger Minuten fertig schreiben. Die erste Geschichte über die beiden Kinder wurde am 13. September 1952 veröffentlicht, nachdem sie jede Woche eine neue Geschichte schrieb. Erst fünf Jahre später erschien die letzte Folge in der Zeitung.
Im November 1953 wurde erstmals eine Sammlung der Jip-en-Janneke-Geschichten in Buchform veröffentlicht. Viele andere Folgen, insgesamt acht (später nur fünf), folgten. Die ersten Ausgaben dieser Bücher hatten Bindestriche zwischen den Silben, um das Lesen für Kinder zu erleichtern; spätere Editionen gaben diese Schreibweise auf, da die Bücher eher zum Vorlesen als zum Selbstlesen gedacht waren. 1977 erschienen die gesamten Heiner-und-Hanni-Geschichten erstmals in einem Band. Obwohl die in den fünfziger Jahren entstandenen Geschichten manchmal stark veraltet sind (keine Fernseher, niedrige Preise, nur wenige Menschen haben ein Auto), sind sie in den Niederlanden nach wie vor äußerst beliebt.

## Bilder
Heiner und Hanni verdanken ihre Popularität teilweise ihren Bildern. Für die Jip-en-Jannekefolge arbeitete Schmidt zum ersten Mal mit Fiep Westendorp zusammen (während ihre früheren Gedichte vom Cartoonisten Wim Bijmoer illustriert worden waren). Westendorp zeichnete Heiner und Hanni als Silhouetten, weil sie fürchtete, dass Figuren mit dünnen Linien auf Zeitungspapier schwierig sichtbar seien. Viel später, in der zweiten Hälfte der siebziger Jahre, machte Westendorp Farbbilder zu einigen der Geschichten. Die alten Schwarz-Weiß-Bilder waren aber mittlerweile so bekannt, dass in diesen neuen Farbbildern Heiner und Hanni als schwarze Silhouetten erschienen.
Als die Bücher in Großbritannien herausgegeben wurden, fürchtete der Herausgeber Diskriminierung, da Heiner und Hanni als Schwarze angesehen werden könnten. Für diese Ausgabe (unter dem Namen Bob and Jilly) ließ er dann auch andere Bilder zeichnen.

## Übersetzungen
In den Niederlanden sind Übersetzungen ins Lateinische (Jippus et Jannica) und ins Twentsche (Jipke en Jannöaken) erhältlich. Ins Englische wurde das Buch nicht weniger als dreimal übersetzt (Mick and Mandy, Bob and Jilly und schließlich einfach Jip and Janneke). Weitere Sprachen, in denen das Buch erhältlich ist, sind Estnisch, Hebräisch, Indonesisch, Polnisch, Russisch, Spanisch und Litauisch.

## Belege
1. ↑  Alma littera (Verlag) (Seite nicht mehr abrufbar, festgestellt im September 2019. Suche in Webarchiven)  Info: Der Link wurde automatisch als defekt markiert. Bitte prüfe den Link gemäß Anleitung und entferne dann diesen Hinweis..